# Лупківський перевал
Лу́пківський перева́л — один з перевалів у Карпатах. Розташований на висоті 640 м, на кордоні між Польщею та Словаччиною, в межах української етнічної території — Лемківщини.
Перевал лежить на стику Західних та Східних Карпат, між двома гірськими масивами — Низькими Бескидами і Бещадами.
Під перевалом 1874 року було прокладено тунель завдовжки 642 м на лінії Першої угорсько-галицької залізниці. Свого часу це був стратегічний перевал, який з'єднував Галичину з Угорщиною та Австрією (в межах Австро-Угорської імперії). З побудовою інших залізничних переходів через Карпати він поступово втрачав своє значення. Під час Першої та Другої світових воєн тунель кілька разів був знищений, але згодом відновлений. Нині через перевал здійснюються невеликі за обсягом залізничні перевезення між Польщею та Словаччиною.